# Campionato mondiale giovanile di scherma 1956
Il Campionato mondiale juniores di scherma del 1956 ("1956 World Juniors Fencing Championships") è stato organizzato dalla Federazione internazionale della scherma e si è svolto a Lussemburgo in Lussemburgo dal 1 al 2 aprile.
Nel fioretto, si sono aggiudicati i titoli del campionato mondiale il magiaro Mihály Fülöp, che ha battuto in finale il magiaro Laszlo Kamuti, e la magiara Ildikó Rejtő-Ujlaki-Sági che ha avuto la meglio sulla rumena Maria Vicol.
Nella spada l'italiano Alfredo Bulleri ha battuto in finale il polacco Jerzy Wojciechowski, ottenendo il titolo mondiale juniores maschile..
Nella sciabola il magiaro Tamás Mendelényi prevale sul magiaro Zoltan Horvath.

## Podi

### Uomini
| Specialità  | Oro              | Argento             | Bronzo               |
| Individuali |                  |                     |                      |
| Fioretto    | Mihály Fülöp     | Laszlo Kamuti       | Michel Steininger    |
| Spada       | Alfredo Bulleri  | Jerzy Wojciechowski | Alain Sarfati        |
| Sciabola    | Tamás Mendelényi | Zoltan Horvath      | Walter Georg Köstner |

### Donne
| Specialità  | Oro                      | Argento     | Bronzo                 |
| Individuali |                          |             |                        |
| Fioretto    | Ildikó Rejtő-Ujlaki-Sági | Maria Vicol | Helga Margot Volz-Mees |

## Medagliere
| Pos.   | Nazione  | Oro | Argento | Bronzo | Totale |
| ------ | -------- | --- | ------- | ------ | ------ |
| 1      | Ungheria | 3   | 2       | 0      | 5      |
| 2      | Italia   | 1   | 0       | 0      | 1      |
| 3      | Polonia  | 0   | 1       | 0      | 1      |
| 3      | Romania  | 0   | 1       | 0      | 1      |
| 5      | Germania | 0   | 0       | 2      | 2      |
| 6      | Francia  | 0   | 0       | 1      | 1      |
| 6      | Svizzera | 0   | 0       | 1      | 1      |
| Totale | Totale   | 4   | 4       | 4      | 12     |